# Граховське сільське поселення
Гра́ховське сільське поселення (рос. Граховское сельское поселение) — колишнє муніципальне утворення у складі Граховського району Удмуртії, Росія. Адміністративний центр та єдиний населений пункт — село Грахово.
Законом Удмуртської Республіки від 17.05.2021 № 47-РЗ ліквідовано через перетворення муніципального району на муніципальний округ.
Населення — 3225 осіб (2015; 3207 в 2012, 3245 в 2010).
В поселенні діють ПТУ № 41, школа ім. А. В. Марченка, садочок, школа мистецтв, центр дитячої творчості, лікарня, ветеринарна станція, клуб, бібліотека, виставковий центр, молодіжний центр «Меркурій», комплексний центр соціального обслуговування населення. Видається районна газета «Сельская новь». Серед підприємств працюють лісництво, молокоприйомний пункт ВАТ «Можгасир», хлібопекарня, дільниця ВАТ «Можгагаз», ТОВ «Кераміка».